# Scifiworld
Scifiworld fue una revista mensual española sobre cine fantástico, de terror y de ciencia ficción. Ha recibido los premios a la mejor revista profesional y al mejor portal web en el Salón del Cómic de Málaga (Imaginamálaga) en 2008 y en 2009. La revista también colabora activamente con diversos festivales de cine como el Festival de Cine de Sitges, el Festival Europeo de Cine Fantástico de Estrasburgo, el Festival Internacional de Cine de Porto (Fantasporto), el Festival Internacional de Cine Fantástico de Bilbao (Fant) o el Festival de Cine Fantástico de Neuchâtel (NIFFF). 
La revista convoca anualmente los premios Scifiworld de fantasía, terror y ciencia ficción.
Desde 2013 son co-organizadores del Festival Internacional de Cine Fantástico de Madrid, Nocturna.

## Historia
Creada por Luis Miguel Rosales, Scifiworld se lanzó el 16 de noviembre de 2005 como una revista virtual, de publicación bimensual, de descarga gratuita en PDF y gozó de una gran difusión a través de la red. Más tarde, en junio de 2006, el equipo de la revista se hizo cargo del magazine digital SciFi.es y del canal SciFi España. En septiembre de 2007 crearon su propio dominio independiente y nace www.scifiworld.es. Finalmente, en abril de 2008, acaba esta primera etapa virtual de la revista y empieza su trayectoria en papel. 
Durante los años posteriores, Scifiworld se ha expandido y ha llegado a abarcar diversas áreas como la edición de libros y cómics, la organización de eventos, como el Festival Internacional de Cortos de Género Shots o el evento benéfico King Kong Solidario y la fabricación y difusión de figuras y bustos de colección dedicados a personajes del cine fantástico. Así ha llegado a convertirse en una de las principales referencias en España sobre cine fantástico y de terror además de ganarse también una notable reputación más allá de las fronteras del país.
Por el camino, Scifiworld se ha aliado con otras publicaciones o páginas web del sector para colaborar y cubrir mejor los intereses del público, son buenos ejemplos Shocktillyoudrop.com o Juegosdb.com. En 2010 produjeron el documental El hombre que vio llorar a Frankenstein, dirigido por Ángel Agudo, en el que diversas personalidades internacionales del mundo del cine como, John Landis, Joe Dante, Mick Garris, Caroline Munro, Nacho Cerdà y Jordi Grau, rinden un sentido homenaje a la figura de Paul Naschy.
En 2011 editaron una revista digital llamada SFW Previews, de descarga gratuita, que se centra exclusivamente en los estrenos cinematográficos de género fantástico. Durante este tiempo, el equipo de Scifiworld ha participado en incontables festivales de cine fantástico entregando premios, presentando libros o incluso formando parte del jurado.
Con la aparición de su número 36 (en marzo de 2011), Scifiworld se convirtió en la publicación impresa más longeva dedicada al cine fantástico en España, al sobrepasar los 35 números de la mítica publicación norteamericana Fangoria.

## Premios y nominaciones
- Mayo de 2008: segundo premio de la primera convocatoria de Editoriales Electrónicas por el artículo de Jaime Santamaría Marte, planeta rojo en SciFi.es.
- Junio de 2008: nominación de Scifi.es a los premios de la Asociación Española de Fantasía, Terror y Ciencia Ficción.
- Agosto de 2008: Premio a la mejor página web de género en Imaginamálaga.
- Agosto de 2009: Nominación a la mejor página web en la Semana Internacional de Cine Fantástico y de Terror en Málaga.
- Octubre de 2009: Premio a la mejor revista profesional en Imaginamálaga. Nominación a la categoría de mejor revista para ScifiWorld e Historias asombrosas' (publicación a cargo de los mismos colaboradores) y en la categoría de mejor artículo en los premios Ignotus.
- Octubre de 2010: Finalistas en la categoría de mejor revista de los premios Ignotus.
- Marzo de 2012: Premio a la difusión de la ciencia ficción en el festival Fantasporto de Portugal.
- Marzo de 2013: Finalista en la categoría de Mejor Revista de Género Europea por la European Science Fiction Society en la Eurocon 2013 de Kiev.
- Septiembre de 2014: Premio a la mejor revista profesional en Imaginamálaga.
- Octubre de 2014: Premio Horroris Causa en Suspiria Fest.
- Diciembre de 2014: Premio Ignotus a la mejor revista.
- Diciembre de 2015: Premio Ignotus a la mejor revista.

## Características
En cuanto a sus características formales, Scifiworld es una revista larga, que imprime cien páginas en cada número y, también, es una publicación de lujo por los materiales, tanto a nivel de tinta como de tipología de papel, con los que está impresa; especialmente la portada. Debido a esto y a que apenas cuenta con publicidad entre sus páginas, su valor es de 3,20€.
A partir del número 61, la revista adoptó un tamaño más pequeño que el que había empleado hasta entonces.
Los grafismos ocupan un 90% de su contenido, por tanto, predomina el color muy por encima del blanco en su composición. Las imágenes, por su parte, están equilibradas junto con el texto repartidas al 50%. Toda la información de su interior suele estar organizada en tres columnas por página.
Entre las secciones que llenan la revista de contenidos, las más destacadas son la de actualidad, «SFW en corto» (que trata temas en profundidad), la entrevista que realizan en todos los números y «Spanish horror icons» (que hace un repaso por los iconos del cine de terror de España).

## Equipo
- Director: Luis M. Rosales.
- Editor de arte: Raúl Gil.
- BSOs: Fernando Fernández Jiménez.
- Cómics: Rafael Ruiz-Dávila.
- Literatura: Alfonso Merelo.
- Redacción: Ángel Agudo, Toni Benages, Josep Mª Contel, David Doncel, Mike Hodges, Ignasi Julliachs, Domingo López, David Mateo, Alfonso Merelo, Juan Andrés Pedrero, Diego Vázquez, Álvaro Pita, María Laura Gutiérrez, Esther Soledad Esteban, Miguel Martín, José M. Rodríguez.
- Corresponsales: Mark Pilkington (Londres), Nuno Reis (Oporto), Alain Schlockov París).
- Han colaborado: Carlos Aguilar, Christian Aguilera, Javier Aliaga, Julio Ángel Arce, Eulalia Badía, Antonio Bengoechea, Caraci, Alberto Carrera, Martín Casatti, Nacho Cerdá, Jaime Combarros, Álex del Olmo, Miguel Díaz, Tomás Fernández Valentí, Fuencis, Damaris García, David García, Lluis García, Robert García, Carlos Giacomelli, Xavi Giner, José Antonio González, Rubén González, Fernando Martínez, Diego Matos, Tommy Meini, José Antonio Miranda, Paloma Moreno, Manuel Moros, Fernando Muñoz, Rafael Muñoz, Javier Ordás, Lorena Ostos, Alfredo Paniagua, Thais Párvez, Begoña Pérez, José Pérez, Fernando Polanco, Vanessa Rafecas, Beatriz Reimundez, Myriam Rivas, Ángel Romero, Ángel Sala, Rubén Serra, Rubén Serrano, Sonia Trujillo, Verónica Vaz, Marcos Vázquez, Daniel Vigilde y Pedro José Zamora.